# Космічний кадет
Космічний кадет (англ. Space Cadet) — науково-фантастичний роман Роберта Гайнлайна, опублікований в 1948 році. Другий в серії романів для юнацтва, які щорічно автор писав для видавництва Скрібнер в 1947—1958 роках.

## Сюжет
У 2075 році підліток Мет Додсон пробує стати членом «Космічного патруля», організації, яка опікується всією ядерною зброєю людства та підтримкою мира в Сонячній системі.
Після проходження численних фізичних, розумових та етичних іспитів він стає курсантом. Його новими друзями стають курсанти: Текс / Віл Джерман (родом з Техасу), Оскар Дженсен (із колоністів Венери) та П'єр Арманд (з колонії на Ганімеді). Його сусідом по кімнаті є Жеральд Берк, зарозумілий син багатого будівельника космічних кораблів. Курсантів перевозять на навчально-тренувальний корабель «Джеймс Рендольф».
Берк врешті подає у відставку і стає капітаном торгового корабля в компанії свого батька, решта курсантів отримують призначення на кораблі «Космічного патруля». Додсона, Джермена і Дженсена призначають на корабель «Aes Triplex». Їхня перша справжня місія полягає в допомозі пошуку зниклого дослідницького судну «Pathfinder» в поясі астероїдів. Корабель знаходять, але всі члени команди загинули. Вони стали жертвами нещасного випадку — руйнування астероїдом внутрішнього шлюзу в той момент, коли зовнішній броньований шлюз був відкритий.
Перед аварією дослідник з «Pathfinder» знайшов докази того, що планета Фаетон, яка після свого руйнування утворила пояс астероїдів, була заселена розумним видом, і причина вибуху планети була спровокована ними самими. Капітан корабля «Aes Triplex» переправляє половину екіпажу на відремонтований «Pathfinder», із завданням якнайшвидше доставити знахідку на Землю. З рештою команди (включаючи усіх трьох курсантів) «Aes Triplex» продовжує патрулювання.
Отримавши термінове завдання розслідувати інцидент на Венері, капітан направляє лейтенанта Турлова та курсантів на поверхню планети. Шатл одразу тоне в болоті після приземлення, курсанти встигають висадитись із непритомним пораненим лейтенантом. Курсант Дженсен приймає командування. Він веде переговори з розумними дружніми рептилоїдними венеріанцями, але їх всіх беруть у полон.
Це плем'я тубільців ніколи раніше не бачило людей, поки їхній колишній однокласник Берк не з'явився на вантажному кораблі. Він взяв матріарха місцевого клану в заручники, після її відмови дати йому дозвіл на експлуатацію багатого родовища радіоактивних руд. Місцеві жителі напали на корабель і вбили екіпаж; Берку вдалося надіслати повідомлення про допомогу, перш ніж його забрали в полон.
Дженсен майстерним знанням венеріанської культури завойовує довіру матріарха і переконує її в повазі закону членами «Космічного патруля», на відміну від Берка, і патрульні звільняються.
Ні піднятий із болота шатл, ні корабель Берка більше не придатні до польоту. На їхнє здивування, матріарх веде їх до дбайливо збереженого корабля «Astarte», легендарного корабля, який першим відвідав Венеру століттям раніше і вважався загубленим. Згідно з бортовим журналом, екіпаж загинув від хвороби. За допомогою тубільців курсанти відкривають корабель і відлітають до людської колонії на південному полюсі Венери.
Після всіх випробувань Додсон усвідомлює, що пішов у «Космічний патруль» не заради слави і поваги, як він спочатку думав, а для служіння людству.

## Концепції
- «Космічному патрулю» делегована монополія на ядерну зброю, яка використовується ним для ядерного стримування для збереження миру.

- Написаний за десятиліття до створення Руху за громадянські права афроамериканців у США, роман направлений проти расизму. Один з офіцерів є чорношкірим.

- Девізом патруля є «Quis custodiet ipsos custodes?». Заправляють навчанням в патрулі психологи. Коли Мет через труднощі з математикою, хоче перевестись із патруля в більш престижний космічний десант, його ментор пояснює, що люди поділяються за мотивацією на три типи: космічних піхотинців, призначених для безумовного виконання наказів, відбирають із людей, мотивованих славою. А в члени космічного патруля, який контролює найбільшу зброю, відбирають з ідейних людей.

- В романі одна із перших згадок мобільного телефону.

## Критика
Критик Пітер Міллер дав книзі позитивний відгук як «першокласному історичному романові про найближче майбутнє», написавши: «Наукові деталі так тонко переплітаються з сюжетом і дією, що читач і не усвідомлює, наскільки ретельно це все продумано».
Оглядаючи романи Гайнлайна для юнацтва, Джек Вільямсон охарактеризував «Космічного кадета» як «великий крок вперед … персонажі сильніше, оточення вибудовано ретельніше, оригінально і переконливо, сюжет тримає в напрузі». Вільямсон зазначає, що Гайнлайн «удосконалив форму романів виховання, з яких складається уся серія».